# Zanthoxylum hawaiiense
Zanthoxylum hawaiiense е вид растение от семейство Седефчеви (Rutaceae). Видът е застрашен от изчезване.

## Разпространение
Разпространен е в САЩ.